# Audiogalaxy
Audiogalaxy był systemem udostępniania plików, który indeksował pliki MP3. System został stworzony przez Michaela Merheja jako wyszukiwarka serwerów FTP. Projekt przybrał nazwę The Borg Search. Audiogalaxy zamienił się w system wymiany plików P2P z własnym oprogramowaniem klienckim, które współpracowało z wyszukiwarką obsługiwaną z przeglądarki internetowej. Program wspierał automatyczne wznawianie przerwanego pobierania pliku, niskie zużycie zasobów systemowych. W roku 2002 Audiogalaxy przestał świadczyć usługi peer-to-peer.